# (13209) Arnhem
(13209) Arnhem  es un asteroide perteneciente al cinturón de asteroides, descubierto el 9 de abril de 1997 por Eric Walter Elst desde el Observatorio de La Silla, en Chile.

## Designación y nombre
Arnhem se designó inicialmente como 1997 GQ41.
Más adelante fue nombrado en honor a Arnhem, (nombre derivado de la presencia de águilas) una ciudad cerca del río Rin en la parte oriental de los Países Bajos. Es famosa por las evidencias arqueológicas de actividad humana allí en la Edad de Piedra, hace unos 70.000 años.

## Características orbitales
Arnhem orbita a una distancia media del Sol de 2,324 ua, pudiendo acercarse hasta 2,031 ua y alejarse hasta 2,616 ua. Tiene una excentricidad de 0,126 y una inclinación orbital de 2,550° grados. Emplea en completar una órbita alrededor del Sol 1293,85 días.

## Características físicas
Su magnitud absoluta es 14,83.